# Chiesa di San Martino (Massa)
La chiesa di San Martino è un edificio di culto cattolico situato in via San Martino a Massa in Toscana. La chiesa è sede della parrocchia omonima del vicariato di Massa della diocesi di Massa Carrara-Pontremoli.

## Storia
La chiesa del Ponte è denominata così per la vicinanza del ponte sul Frigido. Il titolo di san Martino, patrono di Borgo del Ponte fu dato nel 1575. Fu consacrata nel 1596 dal vescovo e conte di Luni mons. Savago.
Antonio Matteoni descrive in una sua testimonianza la situazione a Borgo del Ponte alla fine del seicento:
«Poiché la popolazione se era notabilmente accresciuta, bisognò crearvi una chiesa; e Gaspero V ci fa sapere, che il 1599 si finì la chiesa del Ponte intitolata a S. Martino, che è stato una delle notabili cose che si potesse fare poiché ogni mattina quella gente hanno la sua messa, che prima molti ne stavano senza. Fu consacrata il sopra già detto anno dal vescovo di Sarzana; il sig. Iddio la conserva e Santo Martino.
Vicino a detta chiesa dalla parte di tramontana esisteva uno Spedale fino dall'anno 1092, che nella sua origine serviva probabilmente di albergo ai pellegrini e forestieri, che di qui passavano per la riviera. Forse nei primi tempi fu intitolato a S. Cristoforo, ma in seguito vi fu aggiunto S. Jacopo, che è pure nominato da solo nell'estimo della vicaria di Massa dell'anno 1400.
Nei tempi a noi più vicini cominciò a servire per gli ammalati, e la chiesa, divisa soltanto dalla strada, incominciò a nominarsi dell'ospedale, poiché serviva anche agli infermi di questo».

## Storia e descrizione
Alle origini la chiesa faceva parte dell'ospedale dei Santi Giacomo e Cristoforo ed aveva assunto la denominazione di "cappella dell'Hospitale Sancti Jacobi" e ciò è dimostrato dal fatto che il suo ingresso originario era situato presso la porticina attualmente rivolta verso l'arco di Alberico I Cybo-Malaspina.
La cappella doveva essere molto piccola perché composta soltanto da un altare, quello che oggi è l'altare maggiore. Di questa cappella si conservano ancora le piccole statue in marmo che un tempo erano poste ai lati dell'altare della chiesa dopo che fu eseguito il suo rifacimento.
La "seconda" chiesa, è stata costruita da Alberico I Cybo-Malaspina per la Confraternita della SS. Trinità e di san Martino intorno alla metà del 1550. la Confraternita ne resta proprietaria fino al 1837 quando, col permesso di Francesco IV ne fa dono alla neo nata diocesi di Massa Ducale, affinché venga creata la parrocchia "santi Martini in suburbio pontis" tanto agognata.
Questa chiesa fu fatta "cura" il 27 novembre 1768 sotto il governo di Maria Teresa Cybo-Malaspina; ma dell'antica cappella dello Hospitale ben poco si conserva oggi; infatti, le uniche cose rimaste sono la cripta, dove si conservano le ossa dei confratelli defunti  le due statuette di santi vescovi, oggi poste sull'altar maggiore, il crocifisso di Pietro Tacca (conservato al museo diocesano) e opere minori quali Messali a stampa e un antifonario scritto a mano, miniato .
La chiesa di San Martino al Ponte era una cura ed era retta da don Francesco Berti che ebbe funzione di curato fino al 1837, anno in cui la chiesa del Ponte fu elevata a Parrocchia.
Le opere di restauro e ingrandimento vennero commissionate da Maria Beatrice e di ciò si rileva testimonianza nella lunga iscrizione sulla lapide posta nel 1830 che si trova sulla vecchia porticina di fronte al luogo dove trovava un pulpito in legno, oggi scomparso. La sua epigrafe reca incisa questa iscrizione:
La chiesa del Ponte, dopo essere stata ingrandita dal vescovo, venne nominata Parrocchia il 2 novembre 1837.
L'architettura della chiesa rivela la sua costruzione post-medioevale; il suo interno ha uno stile romanico, si presenta semplice e snello.
L'attuale chiesa del Ponte è situata sul fianco sinistro dell'antica strada medioevale. Con l'abbattimento dell'antica "voltola della Baralla" e di alcune abitazioni adiacenti si venne a delineare uno spazio sufficiente alla costruzione di una piazzetta che suggerì anche l'idea di un nuovo ingresso della chiesa, dopo la chiusura di quello originario laterale. Il primo documento marmoreo presente nell'ingresso riguarda la consacrazione della chiesa avvenuta nel 1596 e dice testualmente:
Nel secondo documento esistente in marmo si legge una data, 1706.
Fuori dalla chiesa, quando l'ingresso principale si trovava lateralmente, esisteva una croce in ferro, cimelio di antico valore storico.
L'interno della chiesa vera e propria segna l'inizio con due piccole acquasantiere che poggiano a lati dell'ingresso alla navata e provenienti dalla sacrestia dell'antica chiesa di san Pietro in Bagnara.
All'interno ci sono anche tre altari :
- a sinistra quello dedicato alla Madonna di Loreto, la cui immagine si trova in un deposito dell'ex canonica sopra alla sacrestia
- a destra l'altare in cui si venera il Crocefisso
- al centro l'altare maggiore in marmo orientale colorato del XVI secolo, donato da Francesco IV ei primi anni del 1800, racchiuso in una balaustra marmorea opera del prof. Giovanni Isola di Carrara.

Gli attuali due altari laterali in marmo bianco provengono dalla pieve di san Pietro in Bagnara demolita da Elisa Baciocchi Buonaparte.
Il crocefisso del secondo altare è attribuito allo scultore carrarese Pietro Tacca (oggi conservato al Museo Diocesano). L'altare "originale", cioè della chiesa cinquecentesca era sormontato da una tela di ignoto autore consistente di 4 parti: i basso a sinistra la Vergine Addolorata, Maria Maddalena e s. Giovanni; in basso a destra s. Martino di Tours ed altro santo non identificato; in alto a destra e a sinistra angioletti. Le quattro parti facevano da corollario al Crocifisso in cartapesta di Pietro Tacca. Una tela più piccola è bozzetto di quel che si doveva vedere nell'antico altare con qualche variante: al centro il Crocifisso, in alto gli angioletti, in basso a sinistra l'Addolorata, la Maddalena e san Giovanni mentre in basso a destra troviamo sant'Antonio di Padova e san Michele arcangelo. Il bozzetto si può vedere in chiesa sopra al confessionale di sinistra, mentre le quattro parti della tela sono in attesa di nuova collocazione.
Sull'arco che sovrasta l'altar maggio si può leggere una duplice data di difficile interpretazione: MDCCCI (1801)  - forse l'inizio dei lavori di restauro -  e LII (52).
Al primo piano erano presenti fino al 1933 gli uffici della canonica e l'abitazione del Parroco. Da qui, una porticina porta alla cantoria della chiesa dove è custodito l'antico organo a canne. All'interno si può leggere la dedica degli autori: Josue Agati et filli Nicomedes et Joannes pistorieneses costruebat  A. D. MDCCCXXXIV (1834). Due curiosità, l'organo viene commissionato dalla Confraternita che dopo soli tre anni donerà la chiesa e tutto ciò che contiene alla Diocesi; le misure particolarmente grandi del passaggio interno tra le canne ci  rivelano che proprio Nicomede Agati (ricordato come un gigante) ha strutturato l'organo di Borgo del Ponte, ancora funzionante ed in ottime condizioni.
Salendo la ripida scala del piano superiore, si raggiungevano la cucina e l'abitazione del sagrestano, costituita da una stanzetta, un salottino ed un ampio terrazzo, proprio a ridosso del campanile.
L'11 novembre un tempo era considerata grande festa al Borgo del Ponte, e quel giorno ogni anno, l'intero rione festeggiava il Santo Patrono del Ponte. Nel 1987 si sono festeggiati il millenario dalla fondazione di Borgo del Ponte ed il 150º anniversario della elevazione della chiesa di San Martino a Parrocchia (2 novembre 1837).